# Kötztinger Pfingstritt
Der Pfingstritt zu Kötzting zählt zu den größten berittenen Bittprozessionen Europas und geht auf ein Gelöbnis aus dem Jahre 1412 zurück. Seit diesem Jahr ziehen alljährlich am Pfingstmontag über 900 Reiter betend auf geschmückten Pferden und in Trachten des Bayerischen Waldes von Bad Kötzting durchs Zellertal nach Steinbühl.

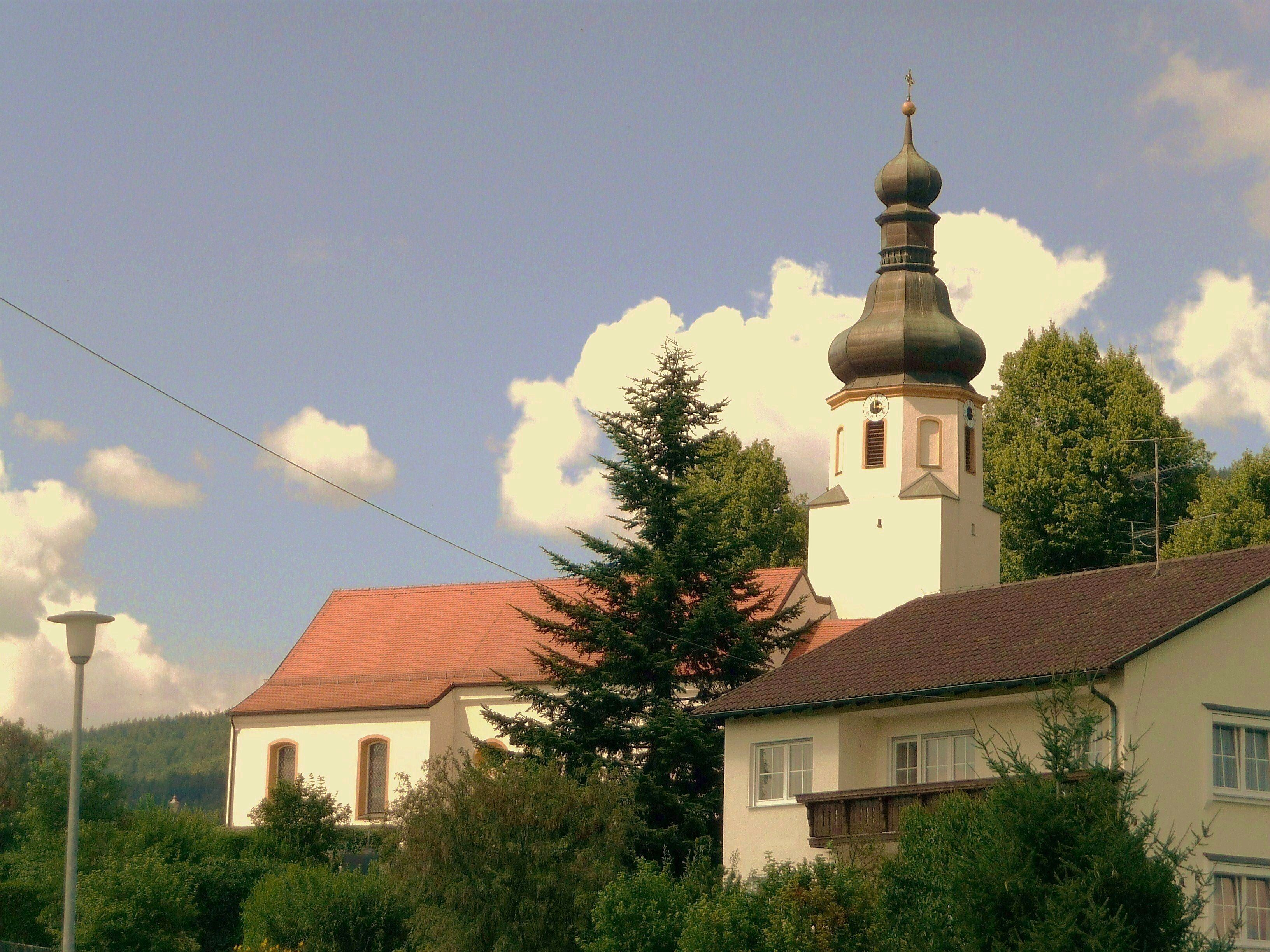
Die Kirche von Steinbühl, das Ziel des Kötztinger Pfingstritts

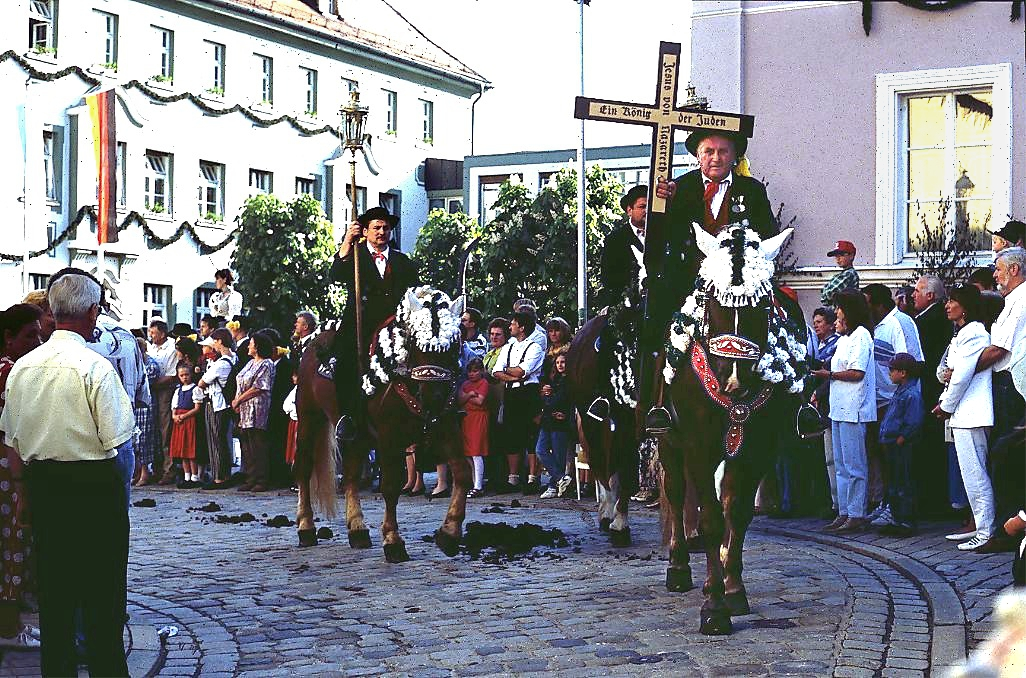
Der Pfingstritt – angeführt vom Kreuz

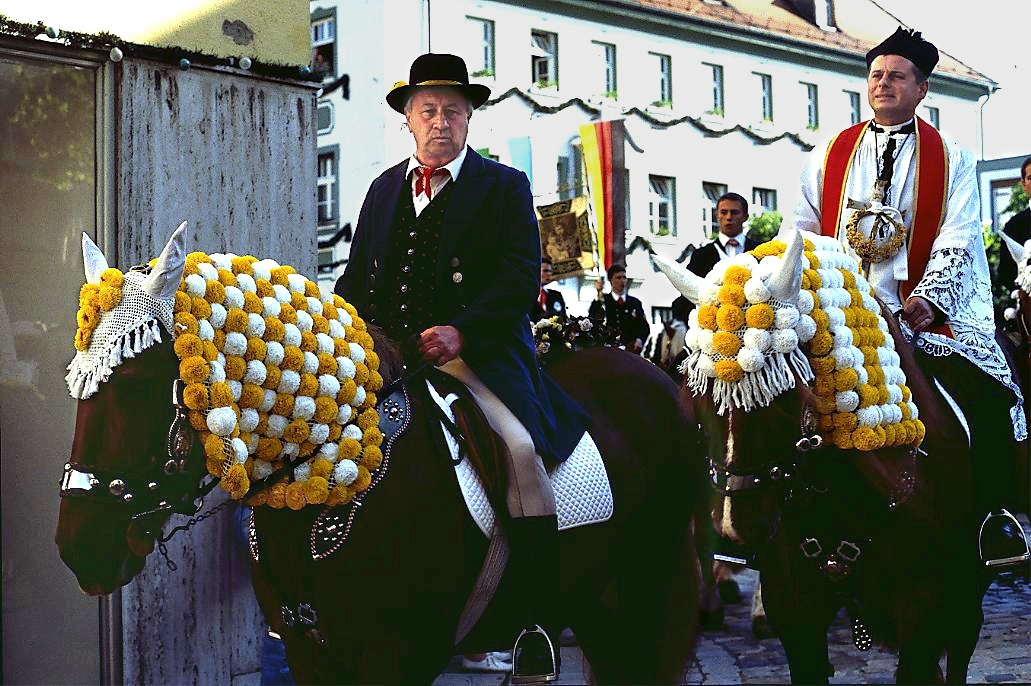
Immer dabei: der Pfarrer auf einem der geschmückten Pferde

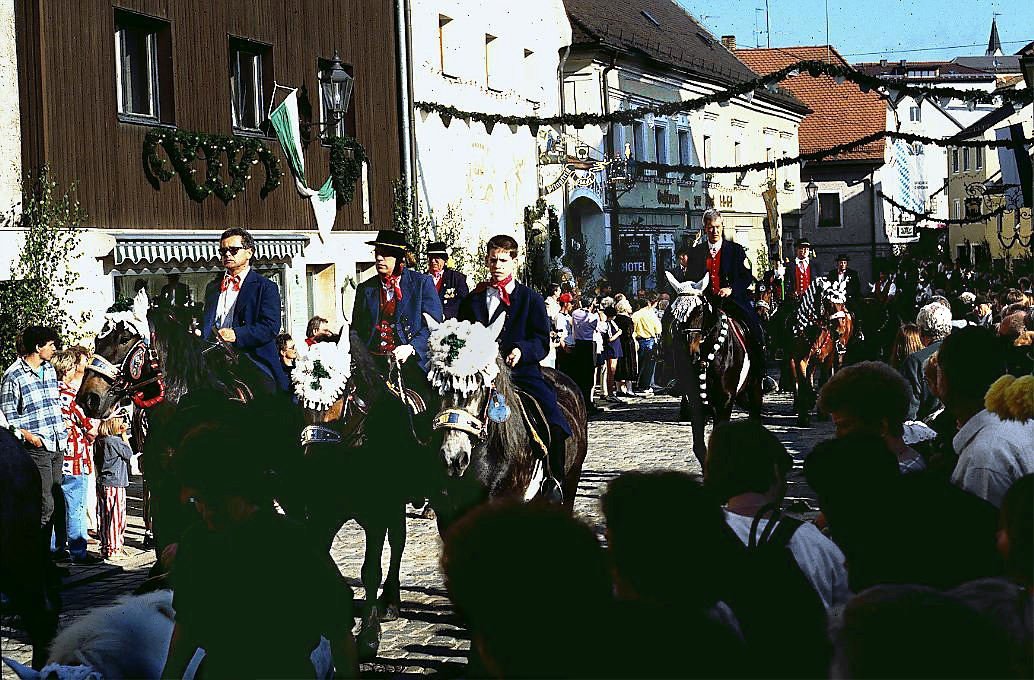
Jung und Alt reitet mit

## Geschichte
Seit die Gemeinde von Steinbühl zu Beginn des 15. Jahrhunderts in die Pfarrei Kötzting eingegliedert wurde, musste der Pfarrer zu Gottesdiensten und anderen Anlässen den etwa sieben Kilometer langen Weg nach Steinbühl antreten. Er sah sich aber außerstande, ohne Schutz dorthin zu gelangen. Deshalb gaben ihm die Kötztinger Burschen, auf seine Bitte hin, das Geleit. Nach glücklicher Rückkehr wurde gelobt, den Ritt jedes Jahr zu wiederholen.
Als Grund für den ersten Ritt gibt es zwei Legenden. Nach der ersten lag ein Mann in Steinbühl im Sterben und bat um die Sterbesakramente. Nach der zweiten sollte die Begleitung den Pfarrer vor den Gefahren beim Ritt durch den dichten, mit wilden Tieren bevölkerten Wald schützen.

## Der Pfingstritt
Unter dem Geläut der Kirchenglocken verlassen Bürger und Bauern auf geschmückten Pferden betend die Stadt, das uralte Gelöbnis erneuernd. Traditionell dürfen an dem Ritt nur Männer teilnehmen. Die Reiterprozession wird angeführt vom Kreuzträger. Ihm folgen Laternenträger, Fanfarenbläser, Geistlicher Offiziator mit Mesner und Ministranten. Hinter ihnen reitet der Pfingstbräutigam mit den beiden Brautführern.
Die offizielle Spitze wird vom Pfingstbräutigam des Vorjahres abgeschlossen, der die Marktfahne mitführt, mit seinen Brautführern und von der Vertretung der Burschenschaft. Die übrigen Reiter schließen sich an. Viele führen Erinnerungsfahnen mit, die sie für langjährige Rittteilnahme erhielten. Die Reiter beten unterwegs den Rosenkranz. An vier Stationen verkündet der Offiziator das Evangelium.
In der Pfingstreiter-Wallfahrtskirche St. Nikolaus in Steinbühl ist Reitergottesdienst. Nach einer Pause für Ross und Reiter bewegt sich die Reiterprozession um 12 Uhr wieder zurück nach Bad Kötzting. Mit dem Te Deum (Gotteslob) endet der kirchliche Teil des Kötztinger Pfingstrittes.

## Das Tugendkränzchen
Das Tugendkränzchen, im Volksmund „Pfingstkranzl“ genannt, ist eine Filigranarbeit aus Gold- und Silberdraht. Noch im 19. Jahrhundert von ortsansässigen Frauen gestaltet, wurde es später im Kloster Mallersdorf gefertigt. Seit dem Jahr 2007 kommt das Tugendkränzchen aus dem Kloster Seligenthal Landshut. Der Geistliche Offiziator trägt es während des Rittes an seinem Brustkreuz und erteilt damit auch bei den vier Evangelien und zum Schluss der Pfingstreitermesse den Segen.
Der Name Tugendkränzchen leitet sich von der früheren Tradition ab, es nach der Ankunft in Steinbühl dem jungen Mann zu überreichen, der sich im Jahr zuvor durch musterhaftes Verhalten ausgezeichnet hat. Daher ist auch heute noch das „Pfingstkranzl“ der größte Stolz eines Kötztinger Bürgerhauses.
Zum Abschluss des Pfingstrittes wird das Tugendkränzchen feierlich auf dem Stadtplatz an den Pfingstbräutigam überreicht. Der Pfingstbräutigam, der ledig, katholisch und in der Gemarkung Bad Kötzting wohnhaft sein muss, wird auf Vorschlag des Stadtrates vom Stadtpfarrer ernannt.

## Die Pfingsthochzeit
Der Pfingstbräutigam erwählt sich nach seiner Ernennung eine Pfingstbraut und zwei Brautführer. Nach dem Ende des Pfingstrittes bewirtet er die Burschenschaft in seinem Elternhaus. Gegen 16 Uhr wird die Pfingstbraut zum Burschen- und Brautzug abgeholt.
Gemeinsam mit den Burschen zieht dann das Pfingstbrautpaar grüßend durch die festlich geschmückte Stadt zum Haus des Gastes, wo die Pfingsthochzeit gefeiert wird. Die Pfingsthochzeit hat nur symbolischen Charakter. Die Pfingstbraut und die Brautführer müssen wie der Pfingstbräutigam ledig, katholisch und in der Gemarkung Bad Kötzting wohnhaft sein.

## Teilnahme des Bischofs 2004
Im Jahr 2004 ritt erstmals ein Bischof mit den Pfingstreitern nach Steinbühl und zurück. Gerhard Ludwig Müller, Bischof von Regensburg, wertete die religiöse Dimension dieser Tradition auf und machte mit einem Dekret den Kötztinger Pfingstritt wieder zu einer eucharistischen Prozession. Nach 135 Jahren durfte 2004 erstmals wieder das Allerheiligste mitgeführt werden, nachdem dies, auf einen Pastoralerlass des Bischofs Ignatius von Senestrey vom 17. Januar 1869 hin, verboten worden war. Gerhard Ludwig Müller nahm seitdem fast jedes Jahr teil, auch nach seiner Ernennung zum Kardinal im Jahr 2014.

## Kunst am Bau

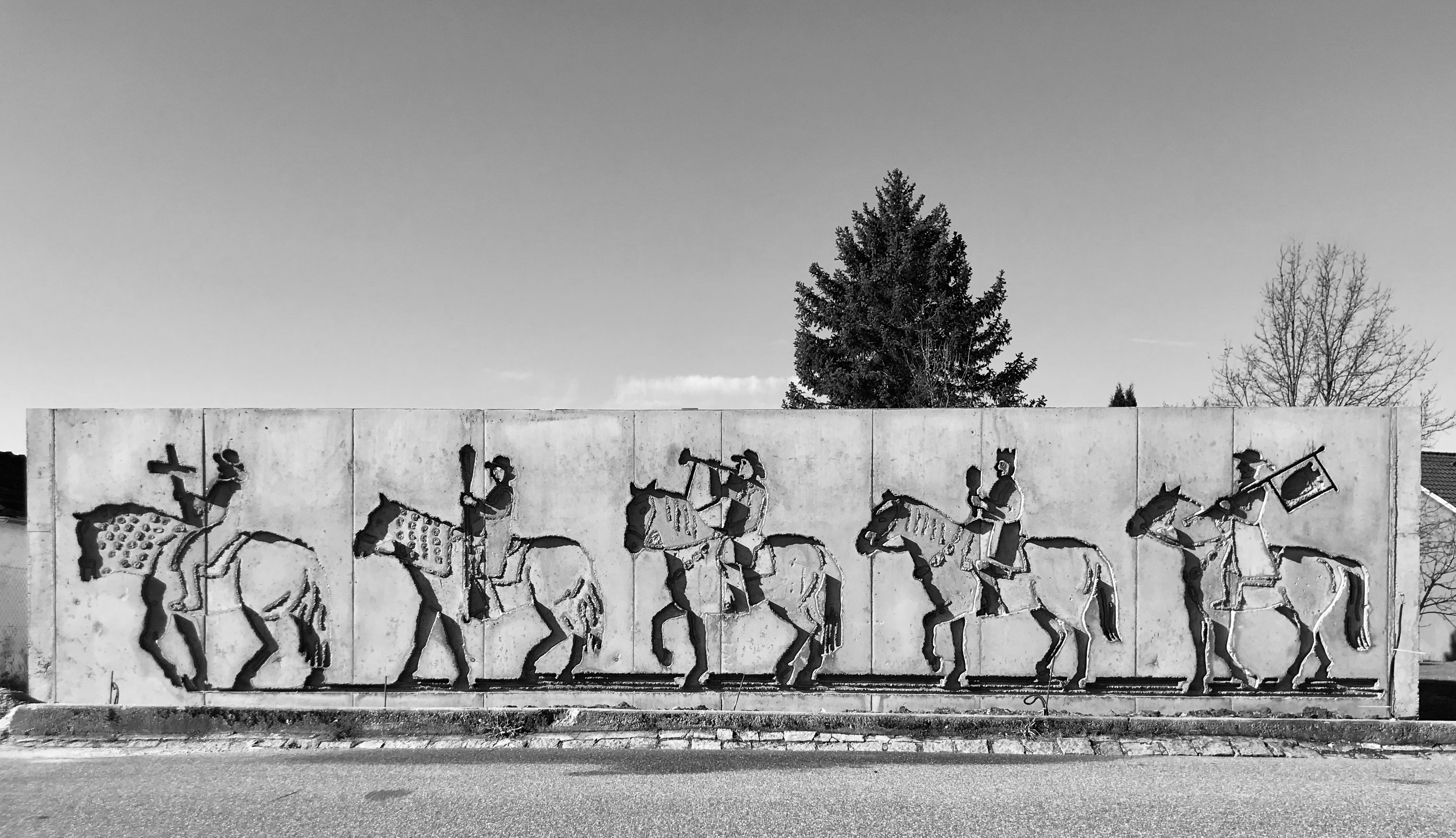
Betonrelief – Haus Mühlbauer

Der Künstler Hans Sailer verwendet das Motiv der Pfingstreiter nicht nur in seinen Linolschnitten, sondern auch an dem 2022 fertiggestellten Haus mit zwei Höfen in der Zellertalsiedlung in Bad Kötzting. Sailer verewigt fünf Pfingstreiter in einem 33 Quadratmeter großen Betonrelief.

## Ehrungen und Preise
- 2005: Kulturpreis des Bezirks Oberpfalz in der Kategorie Brauchtum
- 2015: Aufnahme in das  Bayerische Landesverzeichnis des immateriellen Kulturerbes[5]
- 2016: Heimatpreis Bayern[6]